# Paperino il potente potatore
Paperino il potente potatore (Out on a Limb) è un film del 1950 diretto da Jack Hannah. È un cortometraggio animato realizzato, in Technicolor, dalla Walt Disney Productions, uscito negli Stati Uniti il 15 dicembre 1950 e distribuito dalla RKO Radio Pictures. A partire dagli anni novanta è più noto come Lassù tra i rami. Nel novembre 1984 fu inserito nel film di montaggio Buon compleanno Paperino.

## Trama
Mentre pota i rami di un albero, Paperino scorge Cip e Ciop intenti a raccogliere ghiande e decide di terrorizzarli con il suo potatoio, per poi derubarli delle loro ghiande. I due scoiattoli scoprono presto l'inganno e per vendicarsi, decidono di contrattaccare facendo prendere a Paperino un grosso sasso, che prende scambiandolo per una grossa ghianda, dal quale viene colpito in testa. Furibondo, Paperino, si getta all'inseguimento di Cip e Ciop, i quali si nascondono tra le foglie dei rami. Paperino riesce a stanarli utilizzando un tagliaerba, ma subito dopo i due furbi scoiattoli lo fanno finire su dei fili della corrente elettrica. Paperino stupidamente non ci fa caso; di conseguenza, il papero rimane folgorato e poi cade a terra tramortito su delle foglie. Infine, Ciop getta a Paperino della pece che, insieme alle foglie, lo fa diventare una specie di spaventapasseri che fugge via, il tutto sotto le risate dei due scoiattoli.

## Distribuzione

### Edizioni home video

#### DVD
Il cortometraggio è incluso nei DVD Walt Disney Treasures: Semplicemente Paperino - Vol. 3, Cip & Ciop - L'albero dei guai e Paperino - 75º anniversario.